# Чиркіно (Казахстан)
Чи́ркіно (каз. Чиркино) — село у складі Сайрамського району Туркестанської області Казахстану. Входить до складу Кайнарбулацького сільського округу.
Населення — 1595 осіб (2021; 1613 у 2009, 1499 у 1999, 1210 у 1989).
26 березня 2015 року до села було приєднано територію площею 2,58 км².